# Eudaphisia albonotata
Eudaphisia albonotata är en skalbaggsart som beskrevs av Maurice Pic 1926. Eudaphisia albonotata ingår i släktet Eudaphisia och familjen långhorningar. Inga underarter finns listade i Catalogue of Life.